# Andesræv
Andesræven (Lycalopex culpaeus) er et dyr i hundefamilien. Dyret bliver 60-120 cm langt med en hale på 30-45 cm og vejer 5-13,5 kg. Den er udbredt i det vestlige Sydamerika.